# Čuker
Le mont Čuker (en serbe cyrillique : Чукер) est un sommet des monts Zlatibor, un massif situé dans la région de Stari Vlah au sud-ouest de la Serbie. Il s'élève à une altitude de 1 359 m.